# Mursia poupini
Mursia poupini is een krabbensoort uit de familie van de Calappidae. De wetenschappelijke naam van de soort is voor het eerst geldig gepubliceerd in 2001 door Galil.